# Хиггинботтом, Эдвард
Эдвард Хиггинботтом (англ. Edward Higginbottom) — доктор философии (DPhil (Oxon)), BMus (Cantab), музыкальный ученый, органист, хормейстер и дирижёр. Большую часть своей карьеры он проработал органистом в Новом колледже Оксфорда, где более 35 лет руководил хором и продюсировал большое количество хоровых записей.

## Биография

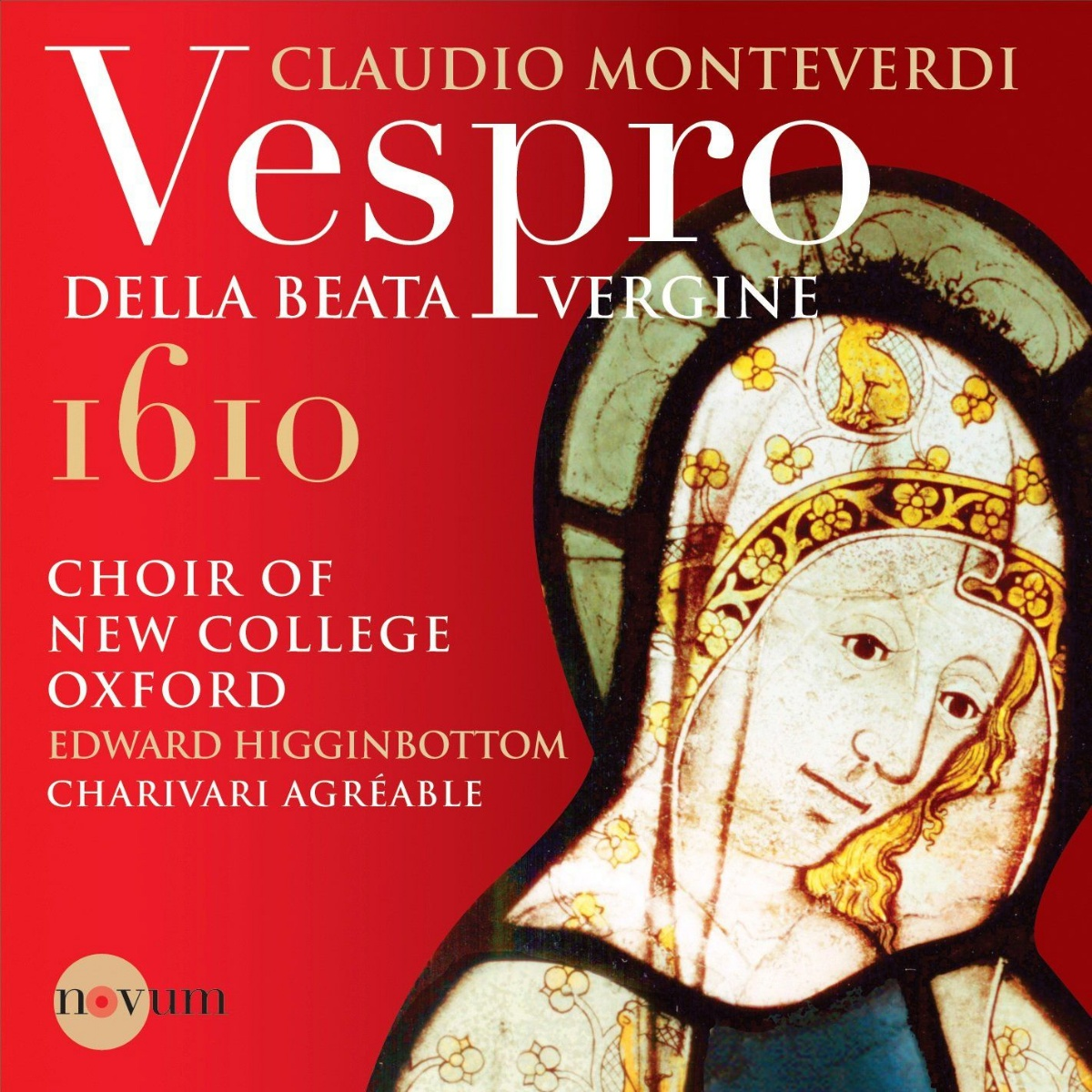
Новый колледж Монтиверди Вечерня

Прежде чем перейти в церковь Святой Марии в Уорике, Эдвард был певчим в местной приходской церкви, где начал играть на органе. Эдвард закончил аспирантуру в качестве органиста в Колледже Корпус-Кристи в Кембридже, где проявил особый интерес к французской музыке барокко и стал членом Королевского колледжа органистов. В то время он регулярно гастролировал по Франции в качестве директора Общества Перселла Кембриджского университета. Будучи аспирантом, он провёл время во Франции (1970—1972), изучая игру на органе у Мари-Клер Ален, и работая над докторской диссертацией.
Хиггинботтон был назначен органистом и музыкальным директором Нового колледжа в Оксфорде в 1976 году. До его прихода основная роль хора заключалась в обеспечении литургической музыки для богослужений, но Эдвард пошёл дальше, организовав экономически жизнеспособные хоровые туры и создав широкий набор музыкальных записей. Поступая таким образом, он «помогал таким учреждениям в период, когда финансовые ограничения и изменения в социальных отношениях угрожали хоровым устоям».
В 1990 году Хиггинботтон был произведен в офицеры, а впоследствии в Командоры Ордена искусств и литературы министерства культуры Франции за «его роль в возрождении хоровых школ во Франции и поддержку французской культурной деятельности».
В 2010 году он основал новый лейбл для хора, novum, и хор начал экспериментировать с еженедельной трансляцией в сети своих услуг Evensong.
Уйдя из Нового колледжа в 2014 году, он продолжает свою музыкальную карьеру в качестве фрилансера. Он является главным дирижёром оксфордского ансамбля «Инструменты времени и истины».
Эдвард вместе со своей женой Кэролайн воспитал семерых детей, которые работают в различных сферах: диджей, мануальный терапевт, ювелир, врач, писатель, учитель.

## Записи
Недавние записи включают:
| Заголовок                                            | Композитор                                         | Исполнители                                                                                         | Год     |
| ---------------------------------------------------- | -------------------------------------------------- | --------------------------------------------------------------------------------------------------- | ------- |
| Музыка для Зальцбургского собора                     | Моцарт                                             | Хор Нью-Колледжа Оксфорда, Collegium Novum                                                          | 2013    |
| Священная музыка                                     | Шарпантье                                          | Хор Нью-Колледжа Оксфорда, Оксфордское барокко                                                      | 2013    |
| Бриттен, Духовная хоровая музыка                     | Бенджамин Бриттен                                  | Хор Нью-Колледжа Оксфорда                                                                           | 2013    |
| Гайдн, Нельсон Масс                                  | Йозеф Гайдн                                        | Хор New College Oxford, New Century Baroque, Джонти Уорд, Хью Каттинг, Ник Причард, Том Эдвардс     | 2012 г. |
| Illumina: Музыка света                               | Малер, Руттер, Бах и другие                        | Хор Нью-Колледжа Оксфорда                                                                           | 2012 г. |
| Франсуа Куперен, Exultent superi                     | Франсуа Куперен                                    | Солисты хора New College Oxford, Collegium Novum                                                    | 2011 г. |
| В. А. Моцарт, Реквием                                | Моцарт                                             | Хор Нью-Колледжа Оксфорда, Оркестр эпохи Просвещения                                                | 2011 г. |
| Клаудио Монтеверди, Vespro della Beata Vergine 1610  | Клаудио Монтеверди                                 | Николас Малрой, Томас Хоббс, Томас Раскин, Хор Нью-Колледжа Оксфорда, Charivari Agreable            | 2010 г. |
| И. С. Бах, Мотеты                                    | Бах                                                | Хор Нью-Колледжа Оксфорда                                                                           | 2009 г. |
| Гимн Викторианской и Эдвардианской эпох              | Элгар, Парри, Стайнер и другие                     | Хор Нью-Колледжа Оксфорда, Николас Уэрн, Дэвид Ньюсхолм                                             | 2008 г. |
| Николас Ладфорд, Missa Benedicta и антиеннские обеты | Николас Ладфорд                                    | Хор Нью-Колледжа Оксфорда                                                                           | 2008 г. |
| Гайдн, Сотворение мира                               | Йозеф Гайдн                                        | Лоусон, Мюллер, Стаут, Хор Нью-Колледжа Оксфорда, Oxford Philomusica                                | 2008 г. |
| Вечерняя песня в New College Oxford                  | Харрис, Трус, Стэнфорд и другие                    | Хор Нью-Колледжа Оксфорда, Николас Уэрн, Роберт Паттерсон, Джейн Шоу                                | 2008 г. |
| Искусство хориста                                    | Мендельсон, Куперен, Моцарт и другие               | Хористы New College Oxford, струнный ансамбль Collegium Novum, струнные Collegium Novum Baroque     | 2008 г. |
| Пуленк и его французские современники                | Пуленк, Франциск / Мессиан, Оливье / Вильетт, Пьер | Хор Нью-Колледжа Оксфорда, Дэвид Ньюсхолм, Николас Уэрн                                             | 2006 г. |
| Макмиллан и его британские современники              | Макмиллан, Андерсон, Дав и другие                  | Хор Нью-Колледжа Оксфорда, Роберт Паттерсон, Николас Уэрн                                           | 2006 г. |
| Гендель, Мессия (Версия 1751 г.)                     | Гендель                                            | Дженкинсон, Джонс, Брукс, Дэвис, Спенс, Дуган, Хор Нью-Колледжа Оксфорда, Академия старинной музыки | 2006 г. |
| Копленд и его американские современники              | Копленд, Град, Стравинский и другие                | Хор Нью-Колледжа Оксфорда                                                                           | 2006 г. |
| Гимн Грузии                                          | Уэсли, Кротч, Баттишилл и другие                   | Хор Нью-Колледжа Оксфорда                                                                           | 2004 г. |
| И. С. Бах, Страсти по Иоанну                         | Бах                                                | Гилкрист, Бернейс, Дуган, Боуман, Бил, Лысый, Литтлвуд, Хор Нью-Колледжа Оксфорда, Collegium Novum  | 2003 г. |

## Публикации, связанные с музыкой
Эдвард Хиггинботтом редактировал музыку Франсуа Куперена и Мишеля Корретта, а также писал статьи о французской музыке барокко.
- «Органная музыка и литургия», Cambridge Companion to the Organ[7]
- «Французская классическая органная школа», Cambridge Companion to the Organ